# Claude Davis
Claude Davis   (Kingston, 6 de març de 1979) és un futbolista jamaicà de la dècada de 2000.
Fou 69 cops internacional amb la selecció de Jamaica. Pel que fa a clubs, destacà a Portmore United FC (Jamaica), Preston North End FC, Sheffield United FC, Derby County FC, Crystal Palace FC, Crawley Town FC i Rotherham United FC.